# Ценогенеза
Ценогенезата е възникване и развитие, през ларвния (низши животни) или ембрионалния (висши животни и човек) стадий от онтогенезата на временни органи, които никога не са съществували на по-ранен етап от филогенетичното развитие на вида. Такива са плацентата при бозайниците, хрилете при ларвата на водното конче и др.
Ценогенетичните органи са необходими за по-добра адаптация към конкретните временни условия за развитие. В повечето случаи, те са коренно различни от обичайната среда, която обитава развитият организъм.
Нормално временните органи регресират още преди или веднага след раждането (излюпването). Запазването им, при развитите организми, води до вродени заболявания или малформации.